# Θ̴
Cette page contient des caractères spéciaux ou non latins. S’ils s’affichent mal (▯, ?, etc.), consultez la page d’aide Unicode.
Le thêta tilde inscrit ou thêta tilde médian, θ̴, est un symbole de l’alphabet phonétique international. Il est composé d’un thêta ‹ θ › diacrité d’un tilde médian.

## Utilisation
Dans l’alphabet phonétique international, [θ̴] représente une consonne fricative dentale sourde vélarisée ou pharyngalisée, respectivement aussi représentée par /θˠ/ et /θˤ/.
En 2017, Olivier Durand utilise un eth tilde inscrit avec le tilde inscrit dans la panse de la lettre.

## Représentations informatiques
Le thêta tilde médian peut être représentée avec les caractères Unicode (diacritiques, grec et copte) suivants :
| formes    | représentations | chaînes de caractères | points de code | descriptions                                            | notes |
| --------- | --------------- | --------------------- | -------------- | ------------------------------------------------------- | ----- |
| minuscule | θ̴               | θ◌̴                    | U+03B8 U+0334  | lettre minuscule grecque thêta diacritique tilde médian |       |